# Літава (округ Крупіна)
Літава (словац. Litava, угор. Litva) — село, громада в окрузі Крупіна, Банськобистрицький край, центральна Словаччина, традиційний регіон Гонт. Кадастрова площа громади — 22,13 км². Населення — 764 особи (за оцінкою на 31 грудня 2017 р.).
Знаходиться за ~12 км на південний схід від адмінцентра округу міста Крупіна.
Перша згадка 1135 року як Lytua.

## Географія
Протікає річка Рієка.

## Населення
| Рік:            | 1994. | 2004.   | 2014.   | 2024.   |
| --------------- | ----- | ------- | ------- | ------- |
| Кількість осіб: | 822   | 809     | 768     | 727     |
| Різниця:        |       | -1,58 % | -5,06 % | -5,33 % |

| Рік:            | 2023. | 2024.   |
| --------------- | ----- | ------- |
| Кількість осіб: | 738   | 727     |
| Різниця:        |       | -1,49 % |

## Транспорт
Автошляхи (Cesty III. triedy) 2565, 2569, 2574, 2605.